# Reserva Extrativista Marinha do Delta do Parnaíba

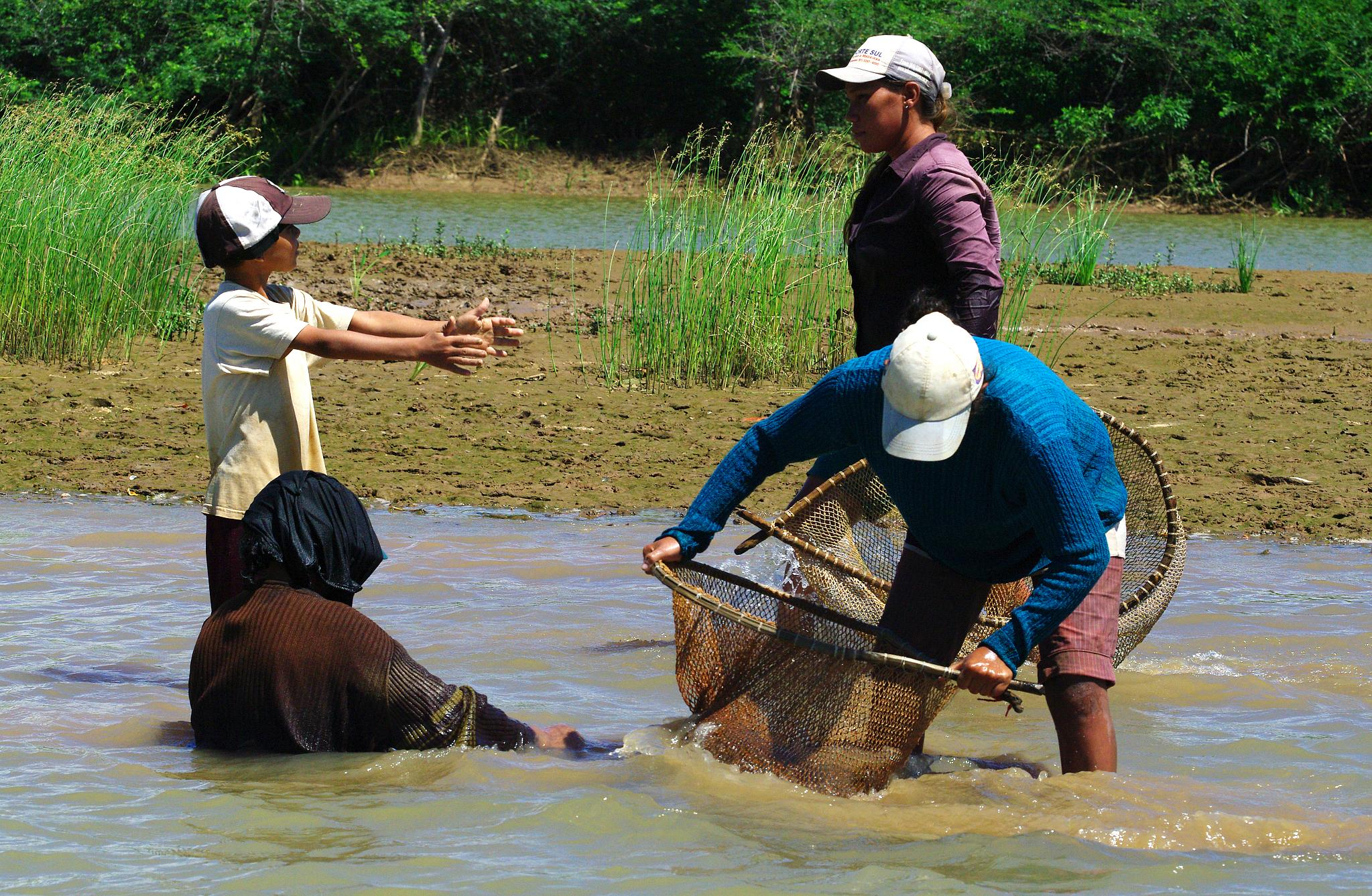
Marisqueiras do Delta

A Reserva Extrativista Marinha do Delta do Parnaíba é uma unidade de conservação federal do Brasil categorizada como reserva extrativista e criada por Decreto Presidencial em 16 de novembro de 2000 numa área de 27.021 hectares no estado do Maranhão e Piauí.
O relevo da reserva é formado por ilhas, ilhotas, mangues, praias e dunas com até 40 metros de altura. São formados canais em meio a 72 ilhas.
Fica localizada entre os municípios de Araioses (MA) e Ilha Grande (PI). Abrange algumas ilhas do Delta do Parnaíba, com desta para a ilha das Canárias, a segunda maior do delta, com povoados (Canárias, Passarinho, Caiçara, Torto e Morro do Meio) e aproximadamente 3.000 habitantes. A maioria dos moradores se dedica à pesca, à cata do caranguejo-uçá, do guaiamu e dos moluscos (como o sururu), e à agricultura em pequena escala. 
A RESEX Marinha do Delta está sobreposta a outra unidade de conservação de uso sustentável, a Área de Proteção Ambiental Delta do Parnaíba, que abrange os estados do Maranhão, Piauí e Ceará. 